# Карлукско-уйгурские языки
Карлу́кско-уйгу́рские языки — подгруппа тюркской языковой семьи.
В карлукско-уйгурских языках пратюркское -d- отражается как -d- (-δ-), -z-. Рефлексы -j- являются результатом контакта с карлукско-хорезмийскими. Разграничение карлукско-уйгурских и карлукско-хорезмийских предложено Н. А. Баскаковым, но на практике далеко не всегда выдерживается: карлукско-уйгурские и карлукско-хорезмийские не разграничиваются или карлукско-уйгурские выводятся за пределы карлукских (все или частично) и фигурируют как уйгуро-огузские или уйгуро-тукюйские языки.

## Состав
- древнеуйгурский †
- караханидский и послекараханидский — до замены языка -d/z- языком -j-

### Современные
- халаджский (аргу)
- (?) сарыг-югурский — если он не из хакасских (трактовка сыктывкарского исследователя Вадима Понарядова)